# 麻疹腮腺炎德國麻疹混合疫苗爭議
麻腮风三联疫苗 (MMR Vaccine)，是给幼儿接种以预防麻疹、腮腺炎、风疹的疫苗。1998年以来，人们就接种这种疫苗会不会导致儿童自閉症等疾病产生了接種疫苗爭議。2010年2月英國《柳叶刀》醫學週刊正式廢除在1998年對於這種疫苗對於自閉症的報導。

## 起因背景
關於麻腮风三联疫苗的學說首次提出，是在1998年2月出刊的《柳叶刀》刊出由安德魯·韋克菲爾德為首的研究，表示自閉症可能和麻腮风三联疫苗有關。但此研究有人批評可信性成疑，因為英國的Brain Deer網站發現韋克菲爾德持有兩項關於麻疹疫苗的專利，有潛在利益衝突；而Brain Deer公佈他們的發現後，韋克菲爾德嘗試透過中介向Brain Deer行賄，要求他們撤回報導。

## 反駁研究
1998年由Gillberg領導的研究，分析瑞典由1975至1984年的數據，發現加入麻腮风三联疫苗於防疫計劃之前和之後，自閉症的發病率沒有統計學上的明顯分別。Madsen等於2002年發表的研究，分析丹麥由1991年至1998年的數據，也發現比較接種麻腮风三联疫苗與沒有接種疫苗之兒童，兩者的自閉症病發率沒有統計學上的明顯分別。至2005年10月，考科藍協作網總結了31項有關自閉症和麻腮风三联疫苗的研究，未有證據證明麻腮风三联疫苗與自閉症有關。